# Wiedzą sąsiedzi, jak kto siedzi
Wiedzą sąsiedzi, jak kto siedzi (czes.: Co je doma, to se počítá, pánové...) – czechosłowacka komedia filmowa z 1980 w reżyserii Petra Schulhoffa, kontynuacja perypetii bohaterów filmu Jutro się policzymy, kochanie z roku 1976. 

## Obsada
- Iva Janžurová jako Alena Bartáčková
- František Peterka jako Karel Bartáček
- Dagmar Veskrnová jako Naďa, siostrzenica Aleny
- Stella Májová jako Rosa Bartack, ciotka z Ameryki
- Stella Zázvorková jako Božena Nováková
- Jirí Sovák jako Evžen Novák
- František Filipovský jako dziadek Novák
- Luděk Sobota jako René Novák
- Jiří Lír jako Quido Novák
- Zdeněk Dítě jako Karel Novák
- Luba Skořepová jako Hermína Nováková
- Nina Popelíková jako listonoszka Háblová
- Helena Růžičková jako sprzątaczka Hortenzie
- Milada Ježková jako babcia
- Lucie Žulová jako piosenkarka
- Vladimír Hrubý jako odrzucony klient